# Acid bromic
Acid bromic, tên khác: hydro bromat, là một acid oxo với công thức hóa học HBrO3. Nó chỉ tồn tại ở dạng dung dịch nước. Dung dịch không màu này chuyển sang màu vàng ở nhiệt độ phòng do nó phân hủy thành brom. Acid bromic và muối bromat là các chất oxy hóa mạnh và là thành phần phổ biến trong các phản ứng Belousov-Zhabotinsky. Phản ứng Belousov-Zhabotinsky là một ví dụ điển hình về nhiệt động lực học không cân bằng.

## Cấu trúc
Có vài dạng đồng phân của HBrO3. Các độ dài kết nối được tính toán được liệt kê dưới đây dựa trên lý thuyết ba mức cấp cao G2MP2, CCSD(T), và QCISD(T).
| Công thức        | HOOOBr | HOOBrO | HOBrO2 | HBrO3 |
| ---------------- | ------ | ------ | ------ | ----- |
| Br–O bắc cầu (Å) | 1,867  | 1,919  | 1,844  | ⸺     |
| Br–O cuối (Å)    | ⸺      | 1,635  | 1,598  | 1,586 |

Các khoảng cách năng lượng lớn giữa các cấu trúc này không làm cho sự đồng phân có thể xảy ra. HOBrO2 là đồng phân ổn định nhất và được thể hiện trong những hình trên.

## Tổng hợp
Acid bromic là sản phẩm của một phản ứng giữa bari bromat và acid sunfuric.
Ba(BrO3)2 + H2SO4 → 2HBrO3 + BaSO4↓
Bari sunfat không hòa tan trong nước và tạo thành kết tủa. Acid bromic trong nước có được khi loại bỏ kết tủa bari sunfat.

## Tính chất
Acid bromic không tồn tại trong trạng thái tự do, trong dung dịch nước nó là một chất lỏng không màu (hoặc hơi màu vàng) với nồng độ tối đa lên đến 50%.
Nó là một acid mạnh với pKa = -2.